# Darcia Narvaez
Darcia Fe Narvaez (Minneapolis, Sjedinjene Američke Države, 8. lipnja 1952.) američka je psihologica, profesorica emerita koja je mnogo pisala o ličnosti, razvoju moralnosti i postizanju punog potencijala. Darcijin je otac bio Richard Narvaez, profesor španjolske lingvistike u Minnesoti.
Darcia Narvaez provela je svoje djetinjstvo u Portoriku, Meksiku, Kolumbiji i Španjolskoj. Radila je kao sviračica orgulja te je predavala i španjolski. Završila je i teologiju.
Narvaez je bila supruga profesora Jamesa Resta do njegove smrti, 1999. godine. Trenutni supružnik Darcije Narvaez jest Daniel Lapsley, profesor psihologije.
Narvaez je članica Američkog psihološkog društva.

## Djela
- Narvaez, D., & Bradshaw, G.A. (August 2023). The Evolved Nest: Nature’s Way Of Raising Children And Creating Connected Communities. North Atlantic Books.
- Reilly, T., Narvaez, D., Graves, M., Kaikhosroshvili, K., & de Souza, S.I. (2022). Moral and Intellectual Virtue in Practice: Understanding Virtue Through the Eyes of Scientists and Musicians. Palgrave-MacMillan.
- Wahinkpe Topa (Four Arrows), & Narvaez, D. (2022). Restoring the kinship worldview: Indigenous voices introduce 28 precepts for rebalancing life on planet earth. North Atlantic Books.
- Snow, N., & Narvaez, D. (Eds.) (2019). Self, motivation and virtue: Interdisciplinary perspectives. Routledge.
- Deane-Drummond, C., Stapleford, T.A., & Narvaez, D. (2019). Practicing science: Virtues, values, and the good life. Notre Dame, IN: Center for Theology, Science and Human Flourishing.  Available at https://virtueandthepracticeofscience.pressbooks.com/
- Narvaez, D., Four Arrows, Halton, E., Collier, B., Enderle, G. (Eds.) (2019). Indigenous Sustainable Wisdom: First Nation Know-how for Global Flourishing. New York: Peter Lang.
- Narvaez, D. (Ed.)  (2018). Basic needs, wellbeing and morality: Fulfilling human potential. New York: Palgrave-MacMillan.
- Narvaez, D. (2016). "Embodied Morality: Protectionism, Engagement and Imagination". London, UK: Palgrave Macmillan.
- Annas, J., Narvaez, D., & Snow, N. (Eds.) (2016). "Developing the Virtues: Integrating Perspectives". New York: Oxford University Press.
- Narvaez, D., Braungart-Rieker, J., Miller-Graff, L., Gettler, L., & Hastings, P. (2016). "Contexts for Young Child Flourishing: Evolution, Family, and Society." New York: Oxford University Press.
- Narvaez, D. (2014). "Neurobiology and the development of human morality: Evolution, culture and wisdom". New York: W.W. Norton.
- Narvaez, D., Valentino, K., Fuentes, A., McKenna, J., & Gray, P. (2014). "Ancestral Landscapes in Human Evolution: Culture, Childrearing and Social Wellbeing". New York: Oxford University Press.
- Nucci, L. P., Narvaez, D., & Krettenauer, T. (Eds.) (2014). Handbook of Moral and Character Education, Second Ed.. New York: Routledge.
- Narvaez, D., Panksepp, J., Schore, A., & Gleason, T. (Eds.) (2013). Evolution, Early Experience and Human Development: From Research to Practice and Policy. New York: Oxford University Press.
- Narvaez, D., & Lapsley, D.K. (Eds.) (2009). Personality, Identity, and Character: Explorations in Moral Psychology. New York: Cambridge University Press.
- Narvaez, D., & Endicott, L. (2009). Nurturing Character in the Classroom, EthEx Series, Book 1: Ethical Sensitivity. Notre Dame, IN: ACE Press.
- Narvaez, D. & Bock, T. (2009). Nurturing Character in the Classroom, EthEx Series, Book 2: Ethical Judgment. Notre Dame, IN: ACE Press.
- Narvaez, D. & Lies, J. (2009). Nurturing Character in the Classroom, EthEx Series, Book 3: Ethical Motivation. Notre Dame, IN: ACE Press.
- Narvaez, D. (2009). Nurturing Character in the Classroom, EthEx Series, Book 4: Ethical Action. Notre Dame, IN: ACE Press.
- Nucci, L. P., & Narvaez, D. (Eds.) (2008). Handbook of Moral and Character Education. New York: Routledge.
- Power, F. C., Nuzzi, R. J., Narvaez, D., Lapsley, D. K., & Hunt, T. C. (Eds.). (2008). Moral education: A handbook (Vols. 1–2). Westport, CT: Praeger.
- Lapsley, D.K., & Narvaez, D. (Eds.) (2004). Moral development, self and identity: Essays in honor of Augusto Blasi. Mahwah, NJ: Erlbaum.
- Rest, J. R., Narvaez, D., Bebeau, M., & Thoma, S. (1999). Postconventional moral thinking: A neo-Kohlbergian approach. Mahwah, NJ: Erlbaum.
- Rest, J.R. & Narvaez, D. (Eds.) (1994).  Moral development in the professions: Psychology and applied ethics.  Hillsdale, NJ: Lawrence Erlbaum.

Narvaez je pisala protiv obrezivanja.